# Büdingen
Büdingen település Németországban, Hessen tartományban. Lakosainak száma 22 607 fő (2023. december 31.).

## Népesség
A település népességének változása:
| Lakosok száma | 21 230 | 21 579 | 22 043 | 21 959 | 22 831 | 22 622 | 22 607 |
|               | 2010   | 2015   | 2017   | 2019   | 2021   | 2022   | 2023   |